# Marcel Mouly
Pour les articles homonymes, voir Mouly.
Marcel Mouly, né le 6 février 1918 à Paris et mort le 7 janvier 2008 à Clamart, est un peintre et lithographe français. Il travaille dans la tradition française classique, fait partie du courant de la synthèse entre le formel et l’informel, composant des natures mortes, des scènes d’intérieur, des paysages et des marines avec une palette de couleurs très colorée.

## Biographie

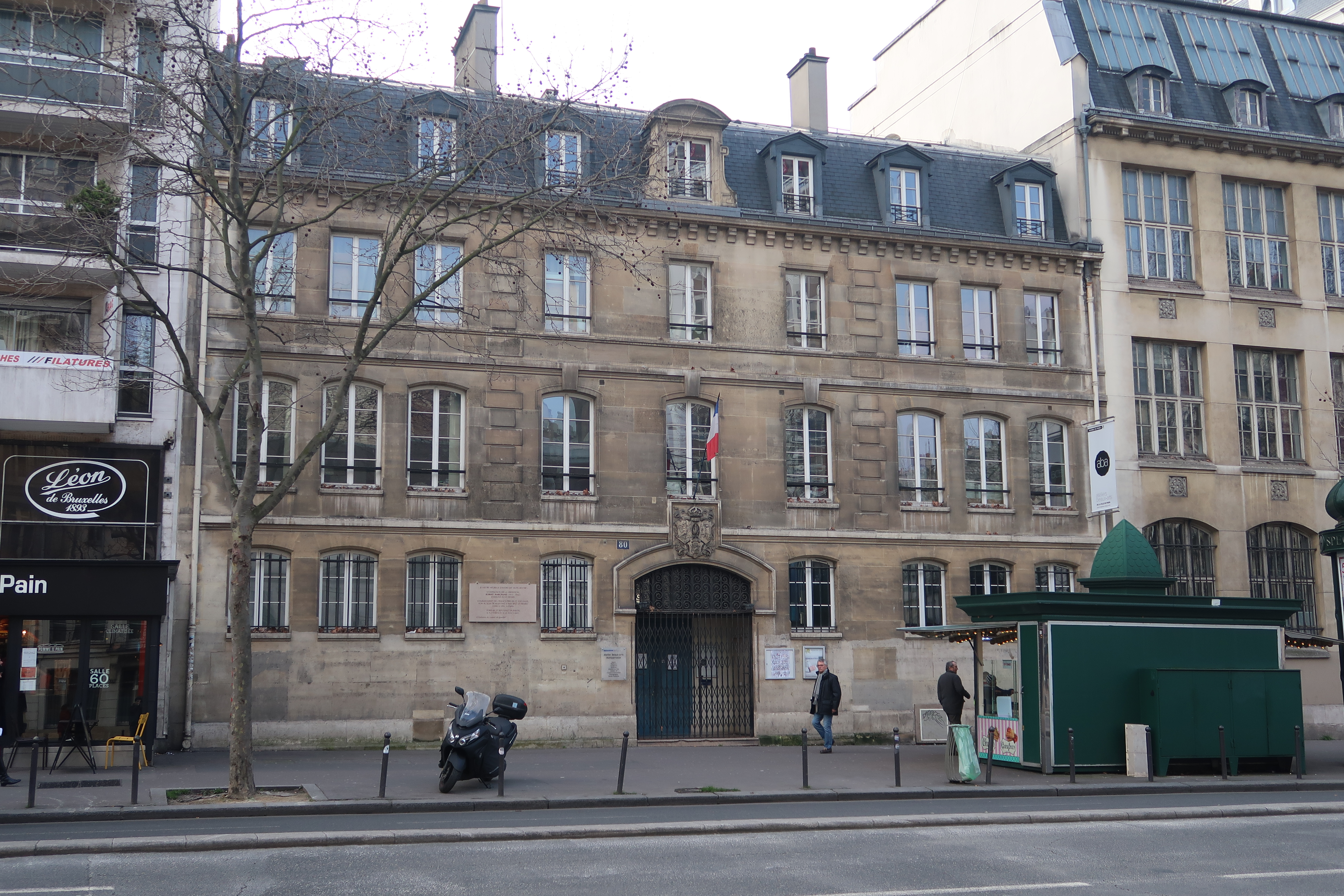
Ateliers des Beaux-Arts, 80 boulevard du Montparnasse

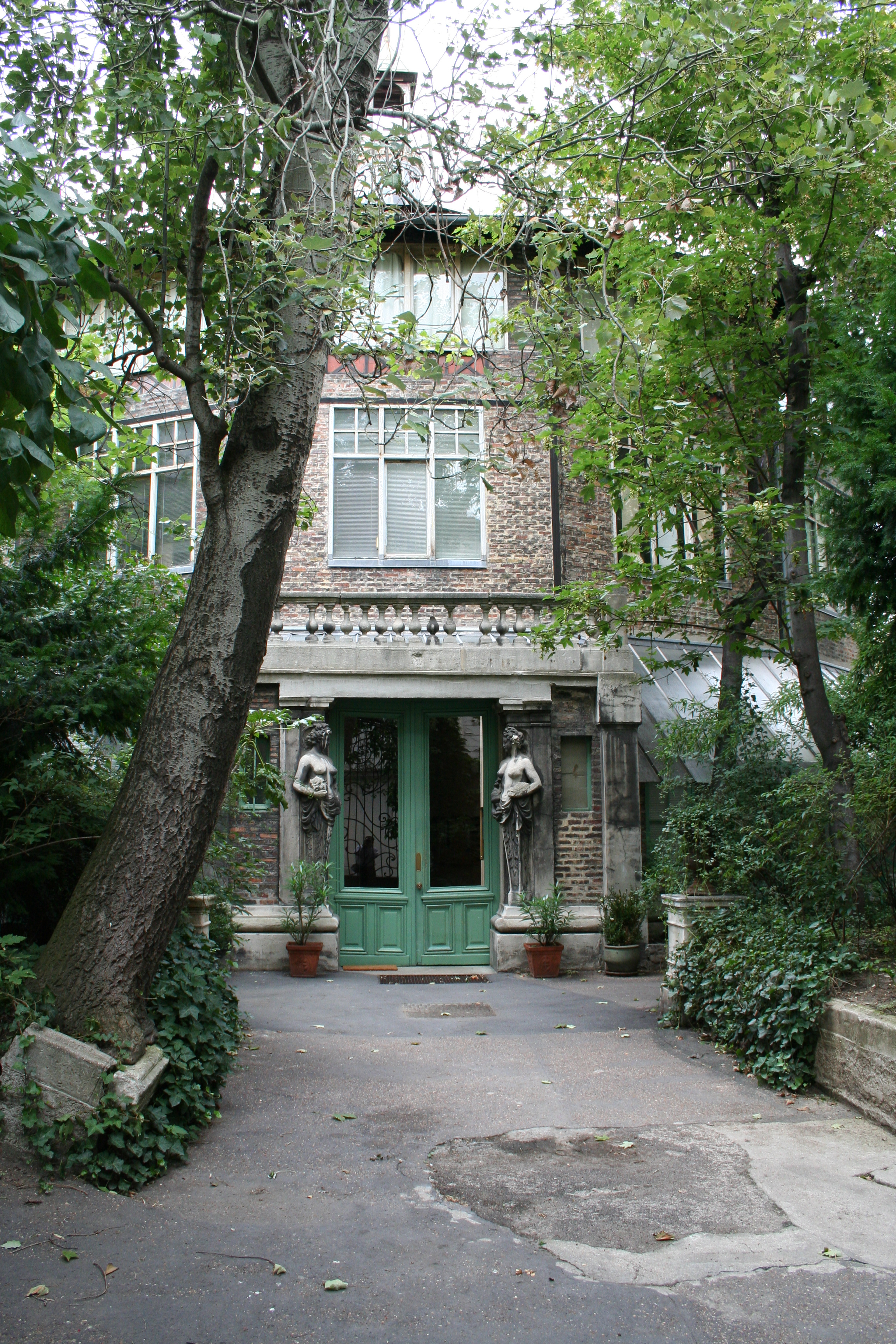
La Ruche, passage de Dantzig

Marcel Mouly naît dans le 17e arrondissement de Paris. Il est âgé de 5 ans lorsque ses parents, de condition modeste (son père est forgeron), s’installent place Félix-Faure où il demeurera jusqu’à sa majorité. En 1931, le port du Havre inspire ses premiers dessins. C'est à cette même date (il a alors 13 ans), restitue Gisèle d'Assailly, qu'il abandonne l'école primaire afin de devenir apprenti et ainsi de soutenir financièrement ses parents : « successivement vendeur de journaux, mécanicien-dentiste, caviste et livreur de vin ; en 1935, son patron, ancien comédien dramatique qui fait aussi de la peinture, l'incite à se distraire pinceau à la main et Mouly, à court de surfaces blanches, utile les murs de sa chambre qu'il décore de thèmes exotiques en employant alternativement fusain et ripolin ». En 1935, il s’inscrit aux cours du soir d'André Auclair aux ateliers des Beaux-Arts du 80, Boulevard du Montparnasse.
De 1938 à 1940, Marcel Mouly effectue son service militaire dans la Marine. Il tracte alors des canons dans la presqu’île du Cotentin. Pendant l’hiver rigoureux 1938-1939, il tombe gravement malade et, pour soulager l’hôpital durant sa convalescence, il aide les infirmiers. Rejoignant Cherbourg, il subit les bombardements d’Abbeville et d’Amiens. Durant une permission à Paris, l’armistice du 22 juin 1940 est signé et il ne réintègre plus l’armée. Il exerce alors une série de métiers de fortune (conducteur de poids lourd, charpentier, manœuvre) et partage avec un ami un grand atelier à Auteuil.
En 1942, il est surpris sans permission par la Gestapo en train de faire des dessins à Houlgate, zone très sensible. Il est suspecté avec son ami d’être un espion. Pour cette raison, ils sont mis au secret durant 3 mois à la prison de Fresnes après quoi ils seront innocentés et libérés. Il fait alors la connaissance d'Édouard Pignon et habite avec ce nouvel ami dans l'atelier du sculpteur Chaim Jacob Lipchitz à Boulogne-Billancourt où, en plus du dessin et de la peinture, il se consacre au modelage de la terre cuite et, afin de gagner sa vie, à la poterie.
1945 (année où il épouse Sylvana qui, de naissance italienne, délaisse alors le chant au profit de la mosaïque), 1946 et 1947 marquent le lancement de sa carrière ; il expose au Salon d'automne, au Salon de Mai, en compagnie de Matisse, Picasso, Fernand Léger, Édouard Pignon, Maurice Estève, Manessier, Jean Bazaine, Gustave Singier, Jean Le Moal et Marcel Burtin. Il s’installe en 1946 à la Ruche (2, passage de Dantzig), rencontrant alors Pablo Picasso et Constantin Brâncuși. Travailleur acharné, il est du matin au soir devant son chevalet, entrecoupé de voyages pendant lesquels il exécute des dessins ou des croquis qui alimenteront son inspiration sa vie durant. Il commence en 1950 une longue suite d’expositions personnelles, en France et dans le monde entier, qui se termineront par celle de 2007, rue Saint-Honoré à Paris. Il est sélectionné pour le Prix de la Critique en 1956 et 1957.
Marcel Mouly est en 1982 l'un des neuf membres fondateurs - avec Jean Bertholle, Roland Bierge, Jack Chambrin, Paul Charlot, Jean Cornu, Albert Lauzero, Jean Marzelle et Roger Montané - de l'Association 109 qui est à compter de 1983 l'initiatrice de la Biennale 109, nouvelle manifestation annuelle se revendiquant rupture d'avec le Salon d'automne.
Marcel Mouly meurt le 7 janvier 2008 à Clamart,.

## Œuvre

### Style
De l’héritage cubiste, Marcel Mouly a gardé une composition architecturale parfaite, où il reconstruit la perspective. Sa composition ressemble à un vitrail dont on pourrait presque séparer des verres.
Sa peinture est illuminée de l’intérieur comme si un soleil invisible l’irradiait, remplie de force paisible et heureuse où règne l’harmonie, sa palette est plus chatoyante que la réalité, elle est le reflet fidèle de sa personnalité. De l’œuvre de Marcel Mouly se dégage une vibration sensible, avec des oppositions de tons parfois très osés, au service de sa volonté artistique. Marcel Mouly est connu pour être humain exceptionnel, pour sa gentillesse, sa bonne humeur et pour sa fidélité. Sa peinture compte avec force dans le panorama de la peinture contemporaine. Il a maintenant une place unique, en dehors des modes tout en restant dans la grande tradition de l’art du XXe siècle.

### Contributions bibliophiliques
- Claude Aveline, Yves Berger, Luc Decaunes, François Nourissier, Marguerite Duras, René de Obaldia, Marcel Béalu, Jacques Brosse, Robert Marteau, Armand Lanoux, Louise de Vilmorin, Claude Roy, Robert Ganzo, Lucien Becker, Pierre Albert Birot, Jean Blanzat, Michel Butor, Guilherme Figueiredo, Alain Bosquet et Pierre Mac Orlan, Variations sur l'amour, lithographies originales de Georges Rohner, Maurice-Élie Sarthou, Jules Cavaillès, Michel Rodde, André Minaux, Pierre-Yves Trémois, Leonor Fini, Leonardo Cremonini, Paul Guiramand, Blasco Mentor, Édouard Georges Mac-Avoy, Marcel Mouly, Édouard Pignon, Jean Commère, Ossip Zadkine, Lucien Coutaud, André Masson, Félix Labisse, Yves Brayer et André Planson, 190 exemplaires numérotés, Club du Livre / Philippe Lebaud, Patis 1968.
- Sergio Pitol, L'Art de la fugue, couverture de Marcel Mouly, Éditions Passage du Nord/Ouest, Albi, 1997.

## Expositions

### Expositions personnelles
- Librairie Bergamasque, Paris, 1949[4].
- Galerie de Berri, 1949[3], 1954, 1956[4].
- Hôtel El Mansour, Casablanca, 1953[4].
- Galerie Gallieni, Casablanca, 1953, 1956[4].
- Main Street Gallery, Chicago, 1957[4].
- Delius Gallery, New York, 1957[4].
- Galerie Berry-Lardy, Paris, 1957, 1958[4].
- Galerie Europe, Bruxelles, novembre-décembre 1957, 1958[4].
- Colony Gallery, Cleveland, 1958[4].
- Galerie Vachon, Saint-Tropez, 1958[4].
- Galerie Frost and Reed, Londres, 1959[4].
- Galerie Leandro, Genève, mars 1964.
- Galerie Chardin, 41 rue de Seine, Paris, mars 1972, juin-septembre 1976.
- Galerie Pierre Hautot, 36 rue du Bac, Paris, septembre 1974, septembre-octobre 1976.
- Galerie Jean-Pierre Joubert, Paris, 1987[7].
- Fondation Taylor, Paris, janvier 1995[8].
- Atelier Gourdon, Palm Springs (Californie), 1996.
- Musée de Shanghai, 1996.
- Kwai Fung Hip Gallery, Hong Kong, 1997.
- Park West Gallery, Southfield (Michigan), 1997, 2000, 2004[9],[10].
- Galerie Le Domaine perdu, Périgueux et Galerie Chrystel Antheo, Meyrals[11], 1997 (en présence de Pierre Mouly, sculpteur, fils de l'artiste), 2015 (Rétrospective[12]), 2017 (Rétrospective[13]).
- Philips Gallery, Palm Beach (Floride), 1998, 2003.
- Opera Gallery, Paris, 1999, 2001, 2004, 2007.
- University Museum, Carbondale (Illinois), avec Pierre Mouly, 1999.
- Galerie Nolan Ranking, Houston (Texas), avec Pierre Mouly, 1999.
- Galerie du Château, Noirmoutier, 2000.
- Opera Gallery, New York, 2002.
- Nolan Ramkin Gallery, Houston, 2003.
- Chok Som Bo Kum Pao Gallery, Guangzhou, 2005.
- Galerie du Château, Noirmoutier, 2005, 2011.
- Opera Gallery Londres, 2006.
- Hommage à Marcel Mouly, mairie du 6e arrondissement de Paris, 2013.

### Expositions collectives
- Salon d'automne, Paris, 1943[14].
- Salon de mai, Paris, de 1946 à 1962[15].
- Salon des indépendants, Paris, de 1947 à 1951[4].
- Salon des moins de trente ans, Paris, 1947, 1948[15].
- Transposition poétique - Marcel Burtin, Étienne Hajdu, Fernand Léger, Jean Le Moal, Baltasar Lobo, Alfred Manessier, Marcel Mouly, Édouard Pignon, Gustave Singier, Geza Szobel, Jacques Villon, Palais de New-York, Paris, 1952..
- Biennale de Turin, 1953[15].
- Biennale de jeune peinture et de jeune sculpture, pavillon de Marsan, Paris, 1953[4].
- Exposition internationale de Tokyo, 1953[15].
- École de Paris, Galerie Charpentier, de 1955 à 1958[4].
- Festival mondial de la jeunesse et des étudiants, Moscou, juillet-août 1957.
- Salon des réalités nouvelles, Paris, 1957[15].
- Salon Comparaisons, Paris, 1957, 1958, 1959[4].
- Salon des Tuileries, Paris, 1957, 1958, 1959[4].
- Salon du dessin et de la peinture à l'eau, Paris, 1957, 1958, 1959.
- Paul Aïzpiri, André Cottavoz, Jean Marzelle, Jean-Jacques Morvan, Marcel Mouly, Centre culturel américain, Alger, 1958.
- Dix peintres français autour de Jacques Villon : Roland Bierge, François Bret, Paul Charlot, Jacques Despierre, Camille Hilaire, Marcel Mouly, Daniel Ravel, Maurice-Élie Sarthou, Claude Schürr, Palais de la Méditerranée, Nice, janvier-février 1961.
- Le pétrole vu par 100 peintres, Palais Galliera, 1959. Œuvre présentée :  L'Ile au trésor.
- Salon Grands et jeunes d'aujourd'hui, Hôtel Martinez, Cannes, août-septembre 1961.
- 1er Salon Biarritz - Saint-Sébastien : École de Paris, peinture, sculpture, casino de Biarritz et Musée San Telmo, Saint-Sébastien, juillet-septembre 1965[16].
- Paul Charlot, Lucien Fontanarosa, Marcel Mouly, Henri Plisson, Claude Schürr, Antoniucci Volti, Galerie Chardin, Paris, 1973[17].
- Première exposition internationale des arts de Téhéran, Centre des expositions internationales de Téhéran, décembre 1974 - janvier 1975[18].
- Huiles et aquarelles : Jean Cornu, Jean Marzelle, Marcel Mouly, Ginette Rapp, château de La Bertrandière, L'Étrat, 1984.
- De Bonnard à Georg Baselitz, dix ans d'enrichissements du cabinet des estampes, 1978-1988, Bibliothèque nationale de France, Paris, 1992[19].
- Opéra Galerie, Paris, 2006.
- Années 50 - L'alternative figurative, Musée d'Art Roger-Quilliot, Clermont-Ferrand, 2007.
- La Jeune Peinture des années 50, Musée Baron-Martin, Gray (Haute-Saône), juillet-octobre 2017
- Georges Dayez, Pierre Loeb, Marcel Mouly - Une communauté de regards et une amitié triangulaire, Galerie Chrystel Anthéo, Meyrals, avril-mai 2019.
- Picasso : master in clay - Mouly : from clay to canvas, Monthavem Arts ans cultural Center, Hendersonville (Tennessee), août-octobre 2019[20],[21].

## Citations

### Dits de Marcel Mouly
- « J'ai des goûtes très éclectiques. Vous avez des peintres qui ont des œillères, qui, sortis d'une tendance, d'une école ou d'une époque, n'aiment rien. Pour ma part, j'essaie d'ouvrir l'éventail le plus possible, de façon à profiter de tout. J'ai un gros appétit de découverte. Quand je voyage, je ne manque jamais de visiter des musées. Je ne comprends pas que des peintres puissent ignorer les choses du passé. Ce n'est pas possible ! Pour moi, le mépris des anciens, c'est une hérésie. C'est grâce à eux, quand même, que nous faisons de la peinture. Entre les renaissants, les impressionnistes, les fauves, les cubistes, il y a un enchaînement. Un fils a toujours un père. » - Marcel Mouly[22]

### Réception critique
- « Derrière le jeu des apparences, une évocation de ce que les romantiques appelaient l'âme des choses : on trouve son admiration pour Henri Matisse dans la grâce des arabesques, mais la combinaison savante de ses arrangements lui appartient bien : des surfaces animées plastiquement et judicieusement, des accords savamment répartis grâce à l'importance accordée aux valeurs plus qu'à la couleur. » - Gérald Schurr[23]
- « Il confère à ses scènes une atmosphère particulière, en appliquant la couleur, à la manière de filtres aux tons intenses (cyan, jaune, magenta et leurs dérivés). Parti de pures arabesques inspirées de l'œuvre de Matisse, il reçut l'influence d'Édouard Pignon, et recompose la réalité selon des règles toutes postcubistes, avec un sens décoratif très sûr. » - Dictionnaire Bénézit[15]

## Distinctions
- Chevalier de l'Ordre des Arts et des Lettres, 1957[24].
- Chevalier du Mérite culturel et artistique, 1974.
- Prix Farey-Nivelt, Fondation Taylor, 1988.
- Prix Fernand-Cormon, Fondation Taylor, 1991.

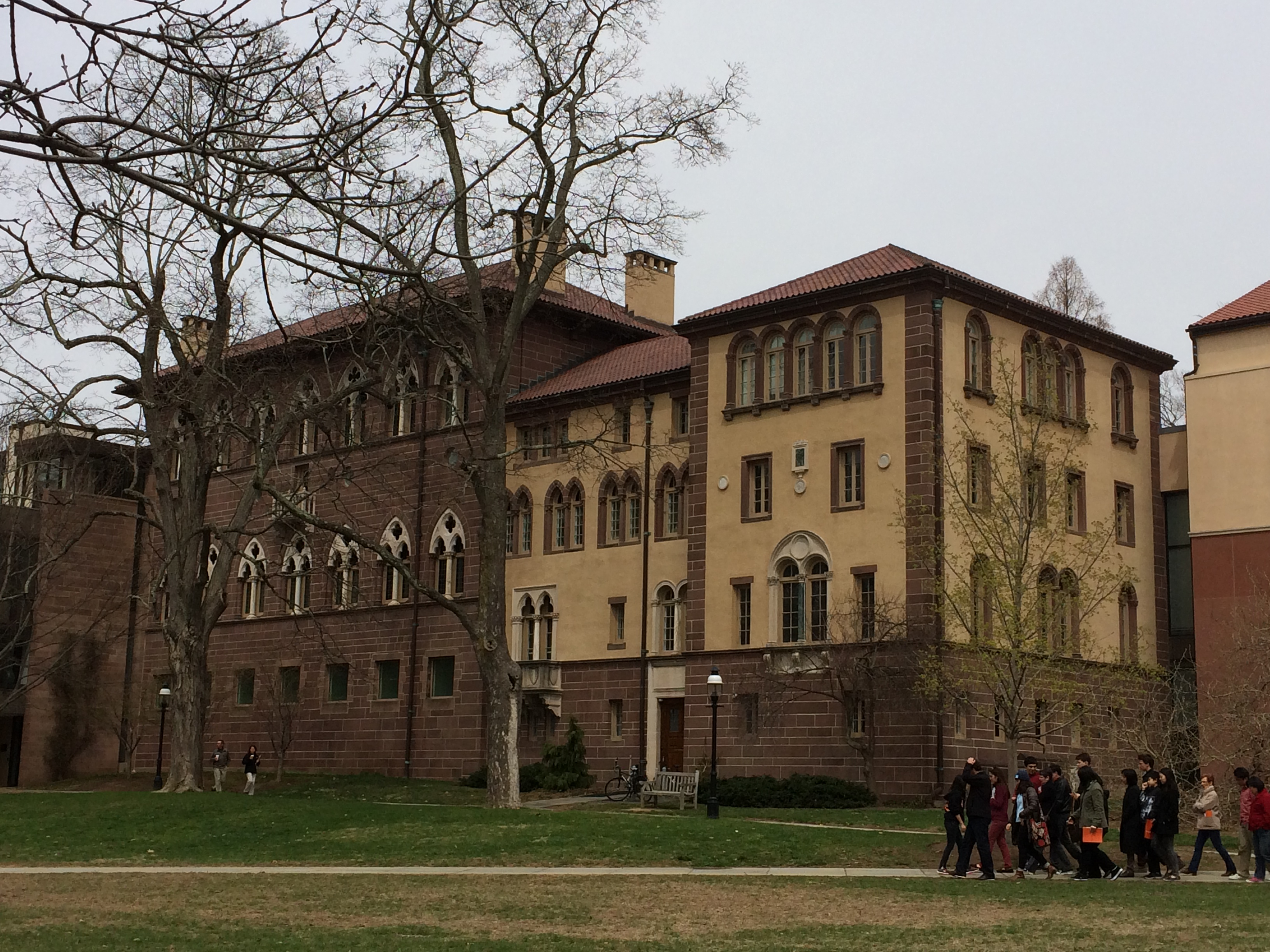
Musée d'Art de l'université de Princeton

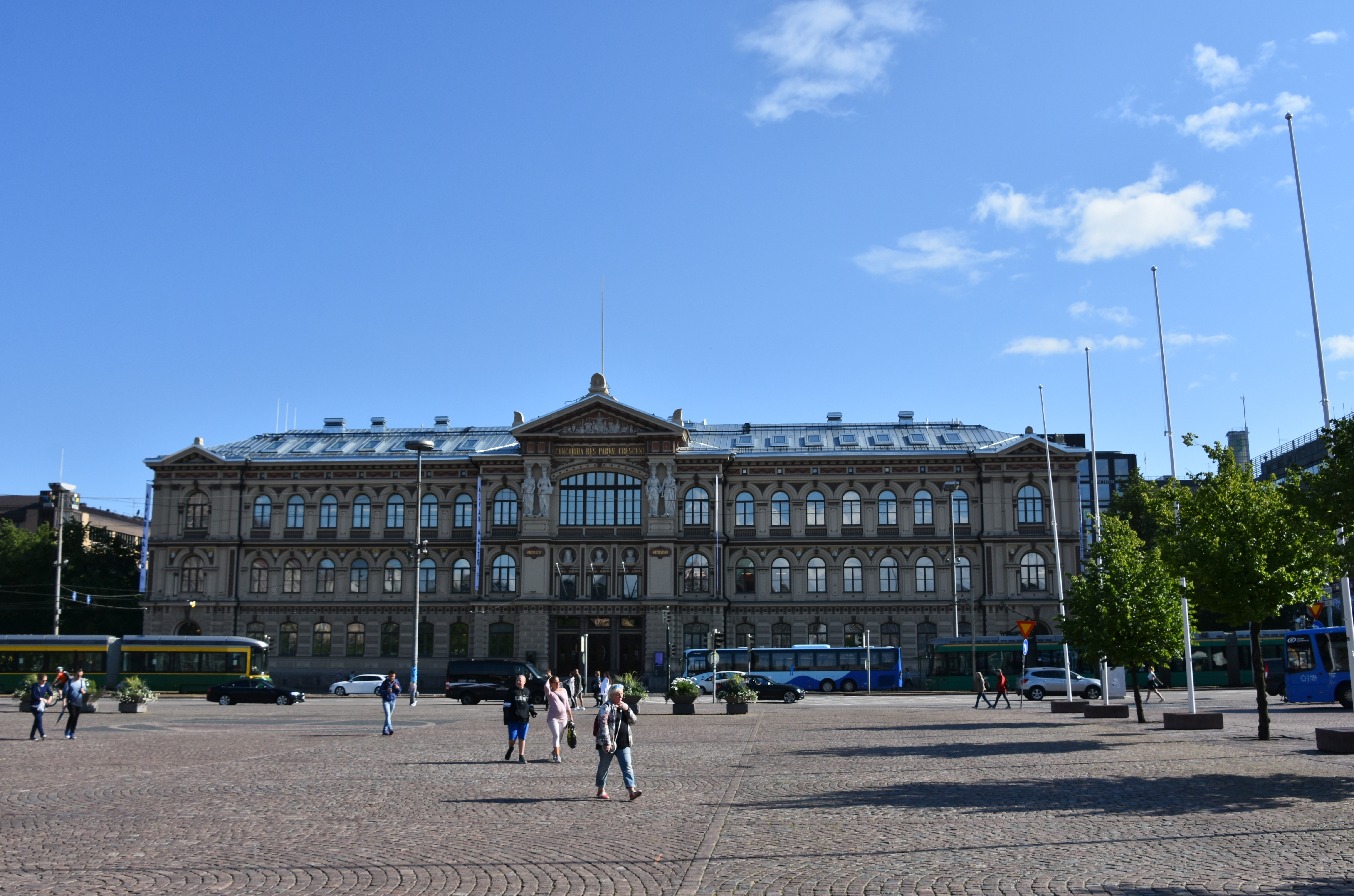
Musée d'Art Ateneum, Helsinki

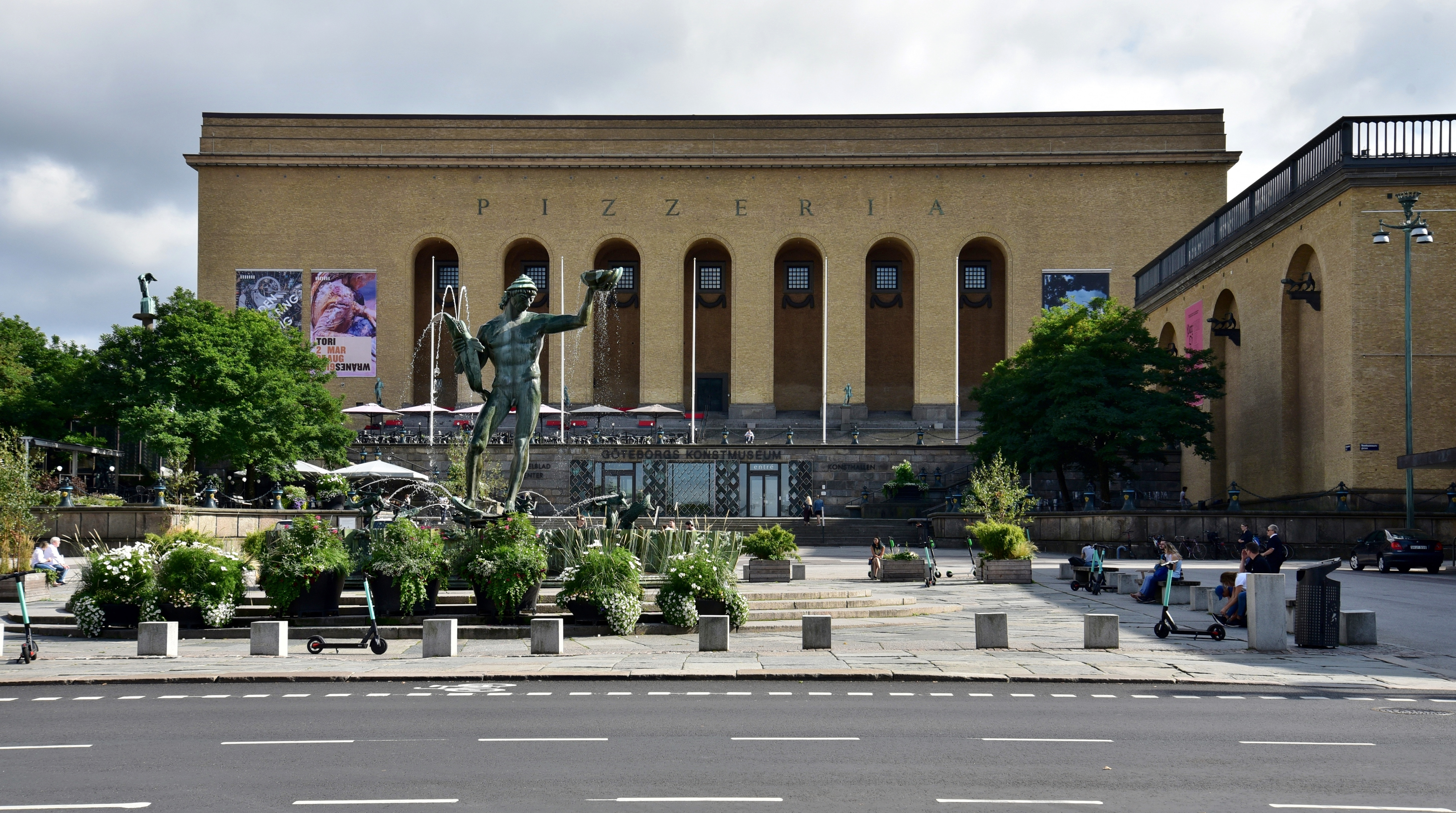
Musée des Beaux-Arts de Göteborg

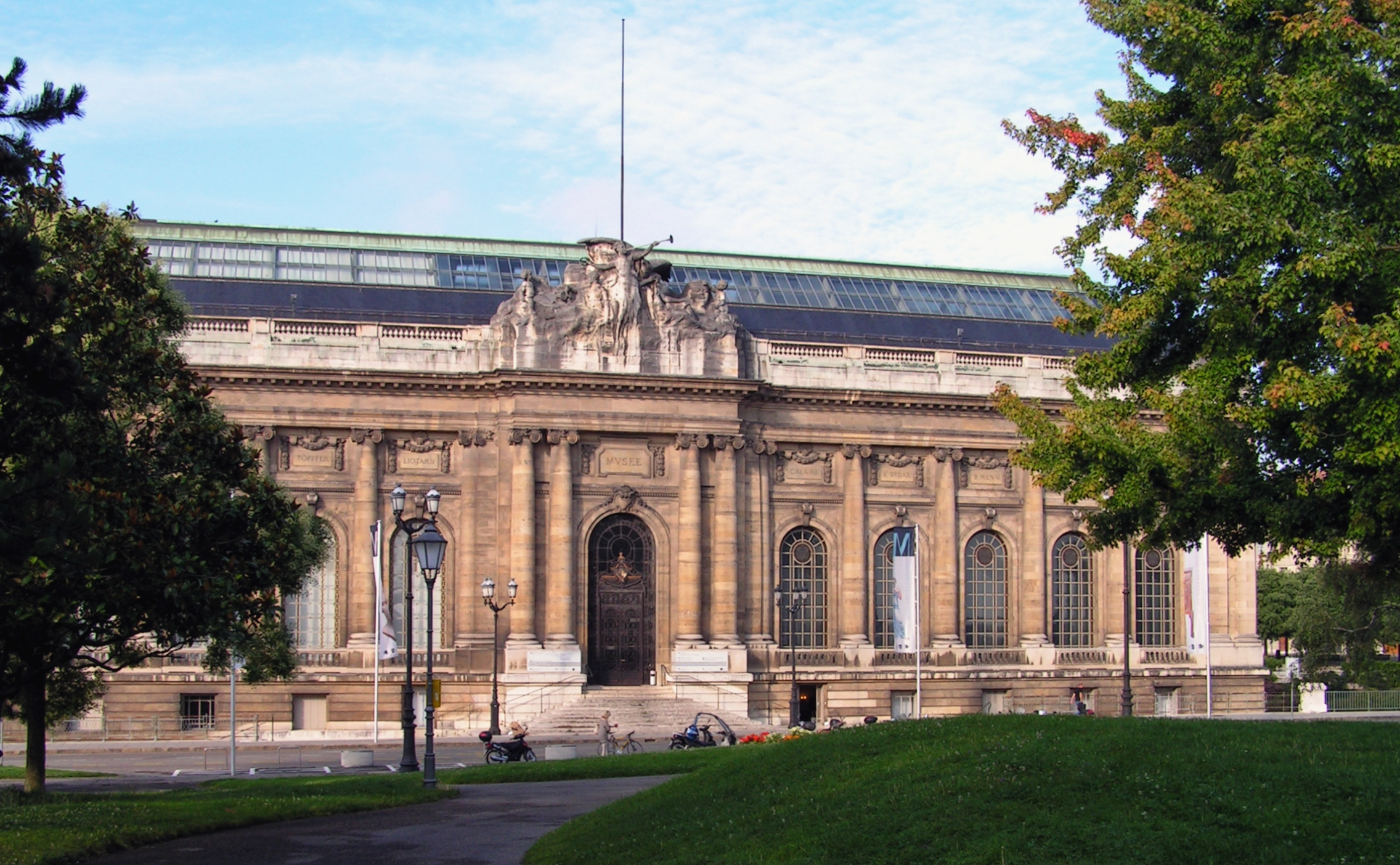
Musée d'Art et d'Histoire de Genève

## Collections publiques

### Algérie
- Musée de Mostaganem.

### États-Unis
- Musée d'Art de l'université de Princeton.

### Finlande
- Musée d'Art Ateneum, Helsinki.
- Musée d'art d'Imatra.

### France
- MUDO - Musée de l'Oise, Beauvais, Le grand intérieur, huile sur toile 156x77cm, 1949[4].
- Musée d'art figuratif de Fontainebleau.
- Maison des arts, Grand-Quevilly, Sans titre (Grèce, Cyclades), aquarelle 93x71cm[25].
- Musée d'art moderne André-Malraux, Le Havre[4] : 
  - Peniscola, huile sur toile 50x100cm.
  - Les falaises, huile sur toile 116x89cm.
- Département des estampes et de la photographie de la Bibliothèque nationale de France, Paris, dix-huit estampes[19].
- Musée d'Art moderne de la ville de Paris[4] :
  - Les baigneuses de la nuit, huile sur toile 89x116cm.
  - Port de pêche marocain, huile sur toile 58x74cm (en dépôt au Conseil de Paris).
- Musée national d'Art moderne, Paris, Femme à la lampe, huile sur toile 162x97cm, 1946[4].
- Fonds national d'art contemporain, Puteaux, dont dépôts[4] :
  - La vallée, huile sur toile 89x116cm, 1960, ambassade de France à Abidjan.
  - La femme en rouge, huile sur toile 100x65cm, ambassade de France à Ankara.
  - Amalfi, huile sur toile 116x89cm, ambassade de France à Tokyo.
  - La femme à la soupière, acrylique sur toile 114x146cm, 1973, mairie de Jullouville.
  - Les voiles roses de Concarneau, huile sur toile 89x116cm, hôtel de ville de Paris.
  - Composition, huile sur toile, ministère de l'Éducation nationale, Paris.
- Musée des Beaux-Arts Denys-Puech, Rodez, Les deux nus roses, huile sur toile 116x89cm, 1954[4].
- Musée départemental de Saint-Antoine-l'Abbaye.
- Musée Antoine-Lécuyer, Saint-Quentin (Aisne).

### Japon
- Musée national d'Art moderne de Tokyo.

### Luxembourg
- Musée national d'Histoire et d'Art du Grand-Duché du Luxembourg.

### Suède
- Musée des Beaux-Arts de Göteborg.

### Suisse
- Musée d'Art et d'Histoire de Genève.

## Collections privées
- Jef Friboulet, Yport, trois lithographies[26].